# 盧博米爾·穆拉德諾夫斯基
盧博米爾·穆拉德諾夫斯基（1995年5月2日—），北馬其頓籃球運動員，現在效力於北馬其頓球隊KK MZT Skopje Aerodrom。他也代表北馬其頓國家男子籃球隊參賽。